# شعب بلا مساحة

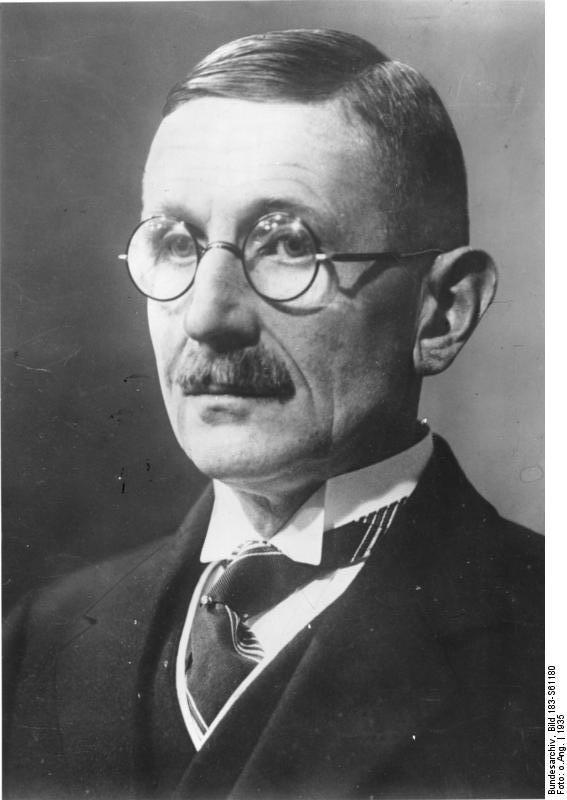

«فولك أوه راوم» ([fɔlk ˈoːnə ʁaʊ̯m] بالإنجليزية: شعب بلا مساحة) كان شعارًا سياسيًا يستخدم في جمهورية فايمار وألمانيا النازية. وقد صاغ المصطلح الكاتب القومي هانز غريم في روايته Volk ohne Raum (1926). جذبت الرواية الكثير من الاهتمام وباعت ما يقرب من 700000 نسخة.

## استعمال
تم استخدام الشعار في سياق سياسي للإشارة إلى أنه بسبب معاهدة فرساي التي تحرم ألمانيا من إمبراطوريتها الاستعمارية، فقد أصبح الألمان شعبًا بلا مساحة معيشية (ليبنسراوم)، يكافحون من الفقر والبؤس والجوع والاكتظاظ السكاني. يرتبط ارتباطًا وثيقًا بهذه الفكرة الادعاء بأن الأرض قد قسمت بشكل غير عادل بين الدول العظمى، تاركة الألمان يمتلكون القليل من الأراضي مقارنة بالأمم الأوروبية الأقل سكانًا.
الاستخدام الأكثر شهرة للشعار هو من قبل النازيين. في الدعاية النازية، استخدم الشعار مرارًا وتكرارًا على الأقل لتبرير أو إضفاء الشرعية على الغزو الألماني لبولندا والاتحاد السوفيتي وللتوسع الإقليمي الهائل في أوروبا الشرقية لضمان حكم الجرمانية آريان هيرنفولك على البولنديين والروس الذين يعتبرهم النازيين «غير آريين» ودون الإنسان. السلاف كما غير الآريين كان من المقرر تطهيرهم عرقيا وإبادتهم، واستوطان أراضيهم من قبل الألمان. منذ الأيام الأولى للحزب النازي، انتشرت فكرة أن الألمان كانوا أشخاصًا بلا مساحة معيشية ولهم الحق في التوسع على نطاق واسع بين القوميين الألمان والمنظمات اليمينية. في 24 فبراير 1920، أعلن هتلر عن البرنامج الحزبي وذكرت واحدة من 25 نقطة من البرنامج الاشتراكي الوطني: «نحن نطالب الأراضي والأراضي (المستعمرات) من أجل الحفاظ على شعبنا، والاستعمار لسكاننا الفائض». من أجل تبرير درانغ ناخ أوستين («الهرولة نحو الشرق»)، قام النازيون بتعديل شعار Volk ohne Raum بإعلانهم أن الأراضي الشاسعة ذات الكثافة السكانية المنخفضة في روسيا هي Raum ohne Volk («مساحة بدون أشخاص») والتي أن تغزوها ألمانيا، «الأمة بلا الفضاء».  